# Genètica molecular
La genètica molecular és un camp de la biologia que estudia l'estructura i funció dels gens a nivell molecular.
Aquest camp estudia com els gens són transferits de generació en generació. La genètica molecular utilitza mètodes de la genètica i de la biologia molecular. Una àrea important dins la genètica molecular és l'ús de la informació molecular per a determinar els patrons de descendència, així com la correcte classificació científica dels organismes, anomenada sistemàtica molecular.
Aquesta branca de la ciència ha produït avanços decisius en el coneixement de la natura i de la vida. Contribueix a explicar el món vivent sense recórrer a explicacions metafísiques. Forma la base de l'enginyeria genètica a nivell molecular que permet trencar els limits naturals entre les espècies, amb implicacions ètiques majors que encara no s'han resoltes, com que d'un costat, podria obrir la porta a patentar o privatitzar elements essencials de la vida, i d'un altre costat permet comprendre la biologia de malalties basades en defectes genètics o mutacions així com desenvolupar tractaments nous.